# Christoph Hackethal

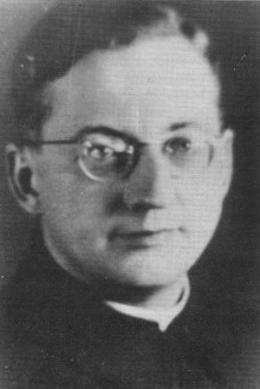
Christoph Hackethal, um 1935

Christoph Bernhard Wilhelm Hackethal (* 28. März 1899 in Hannover; † 25. August 1942 im KZ Dachau) war römisch-katholischer Pfarrer im Bistum Hildesheim. In der Zeit des Nationalsozialismus entwickelte er sich zum Gegner des NS-Regimes, wurde im Zweiten Weltkrieg wegen seiner Hilfe für Fremdarbeiter verhaftet und misshandelt und starb nach anderthalb Jahren Haft im Konzentrationslager Dachau.

## Leben
Christoph Hackethals Vater, Carl Hackethal (* 30. Januar 1857 in Reinholterode) war kaufmännischer Angestellter und später Prokurist der Druckerei und Geschäftsbücherfabrik König & Ebhardt GmbH & Co. KG in Hannover. 1893 hatte er in Vechta Paula Kleiboldt (* 1869 in Dinklage) geheiratet.
Christoph wuchs mit seinen Geschwistern in der Pfarrei St. Marien in der Nordstadt von Hannover auf (Wohnsitz ab 1898: Herschelstraße 13; ab 1907: Im Moore 36). Ab 1906 besuchte er die Bürgerschule.
Nach dem Abitur am Goethegymnasium 1918 begann er im April sein Studium der Theologie an der Westfälischen Wilhelms-Universität Münster. Dort wurde er aktives Mitglied des katholischen Studentenvereins KStV Germania im KV. 1923 wurde er in Hildesheim zum Priester geweiht. Nach Kaplansjahren in Bremen-Hemelingen und an St. Elisabeth in Hannover wurde er in Hildesheim Rektor am St. Bernward Krankenhaus und Domprediger am Mariendom. 1934 wurde ihm die Pfarrei St. Gregor VII. in Bündheim übertragen, die das heutige Gebiet der Stadt Bad Harzburg umfasste.
Als Pfarrer machte er aus seiner Distanz zum Nationalsozialismus keinen Hehl. Als bei Kriegsbeginn Franzosen und Polen als Zwangsarbeiter in seine Pfarrei kamen, verstand er sich als ihr Seelsorger ebenso wie der Einheimischen. Das schloss Linderung der materiellen Not und gemeinsame Gottesdienste ein – beides strengstens verboten. Defätistische Äußerungen zum Kriegsausgang boten schließlich Anlass, gegen ihn vorzugehen.

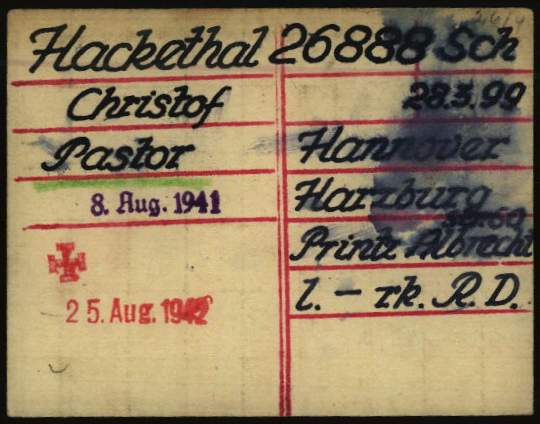
Registrierungskarte von Christoph Hackethal als Gefangener im nationalsozialistischen Konzentrationslager Dachau

Am 18. April 1941 wurde Hackethal wegen „staatsabträglichen Verhaltens und defätistischer Äußerungen“ von der Gestapo verhaftet und ins Arbeitslager 21 in Hallendorf gebracht, wo er von einem Wachposten, der im Ersten Weltkrieg Untergebener seines Bruders war, gedemütigt und gefoltert wurde. Nachdem er sich geweigert hatte, am Hängen polnischer Arbeiter mitzuwirken, wurde er im Sommer 1941 ins KZ Dachau transportiert. In knapp anderthalb Jahren Haft wurde er seelisch gedemütigt und körperlich zugrunde gerichtet, bis er im August 1942 starb. Von Mithäftlingen sind einige bewegende Zeugnisse aus dieser Zeit erhalten.
Die Eltern erhielten von der Gestapo Nachricht, „daß der Strafgefangene Christoph Hackethal am 25. August 1942 an Lungenentzündung gestorben ist. Die Leiche kann nicht mehr besichtigt werden; aus sanitären Gründen ist sie bereits eingeäschert worden. Die Urne kann angefordert werden, wenn die Friedhofsverwaltung einen entsprechenden Platz zur Verfügung stellt.“

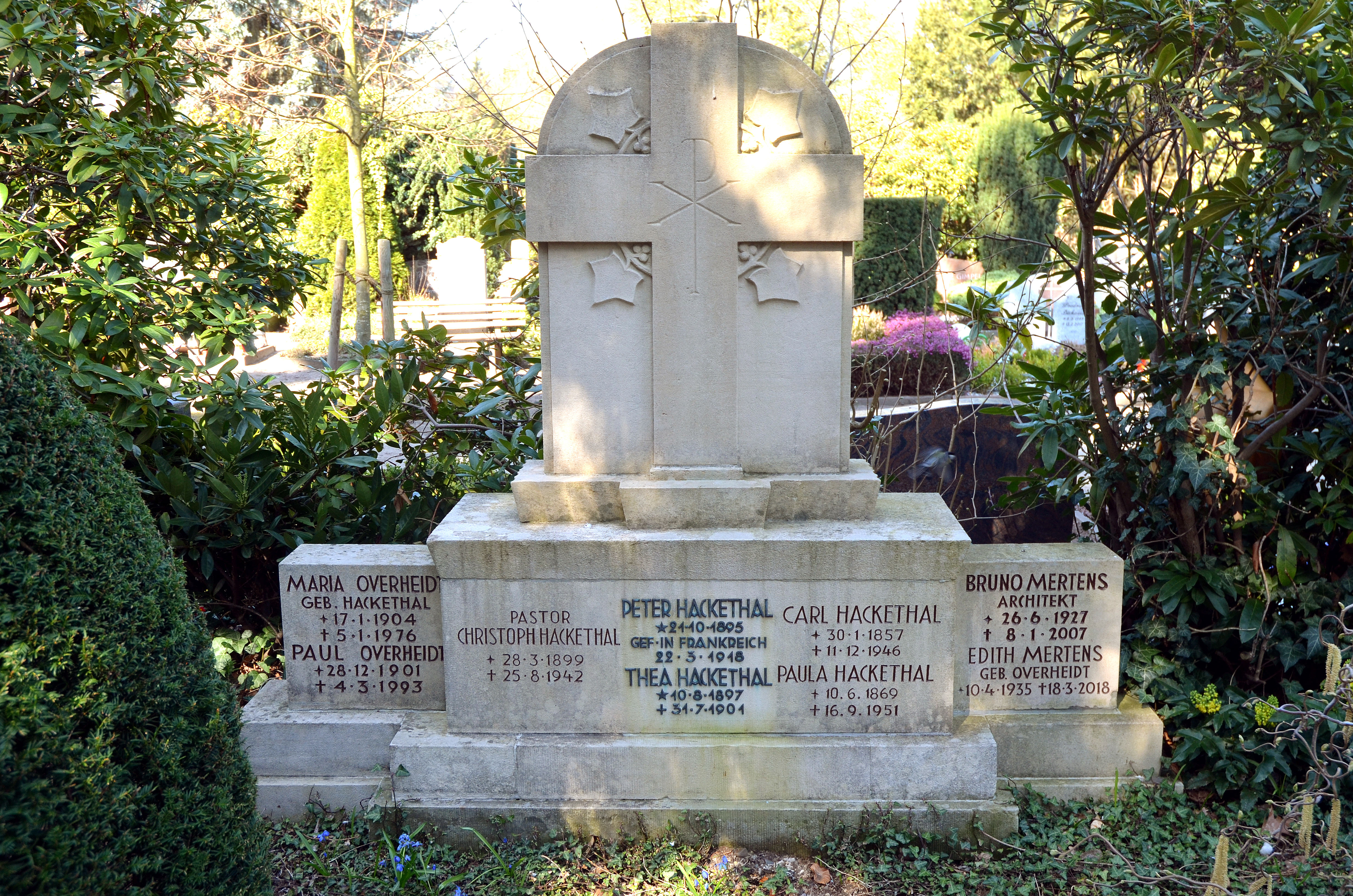
Familiengrabmal auf dem Neuen St.-Nikolai-Friedhof in der Nordstadt von Hannover

Seine Eltern baten um Freigabe der Urne mit seiner Asche, die am 23. September 1942 auf dem Neuen St.-Nikolai-Friedhof in Hannover beigesetzt wurde.
Der Geistliche wurde als Märtyrer aus der Zeit des Nationalsozialismus in das 1999 erschienene deutsche Martyrologium des 20. Jahrhunderts aufgenommen.

## Ehrungen
Nach Christoph Hackethal wurde in der Hildesheimer Siedlung Godehardikamp, im heutigen Stadtteil Moritzberg, am 11. Dezember 1961 die Christoph-Hackethal-Straße benannt. 